# Julie Hayek

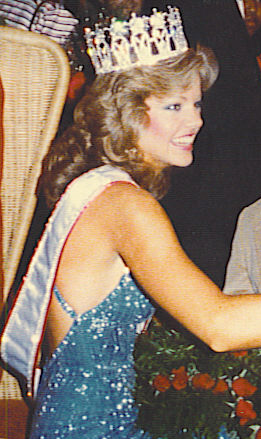
Julie Hayek 1983 als Miss USA

Julie Lynne Hayek (* 4. Oktober 1960 in La Cañada Flintridge) ist eine US-amerikanische Schauspielerin und Model. Sie wurde 1983 zur Miss USA gewählt.

## Leben
Ihr Vater war Pilot, ihre Mutter war Berufsberaterin an einer High School. Ein Jahr nach ihrem Miss-USA-Titel schloss sie ihr Studium an der UCLA mit einem Bachelor in Biologie und einem Nebenfach in Psychologie ab.
Während ihres Studiums an der UCLA trat Hayek mit dem Tanzteam der UCLA Showgirls auf. Nachdem sie ein Plakat für 20th Century Fox fotografiert hatte, wurde sie von Rueben Cannon, Casting-Chef der Paramount Studios, zu einem Probedreh eingeladen und war anschließend in einem Beitrag über Cheerleading der NBC Nightly News zu sehen. In einem Artikel der Sports Illustrated über die UCLA Showgirls, Eight Beauties and a Beat, wurde sie prominent vorgestellt.

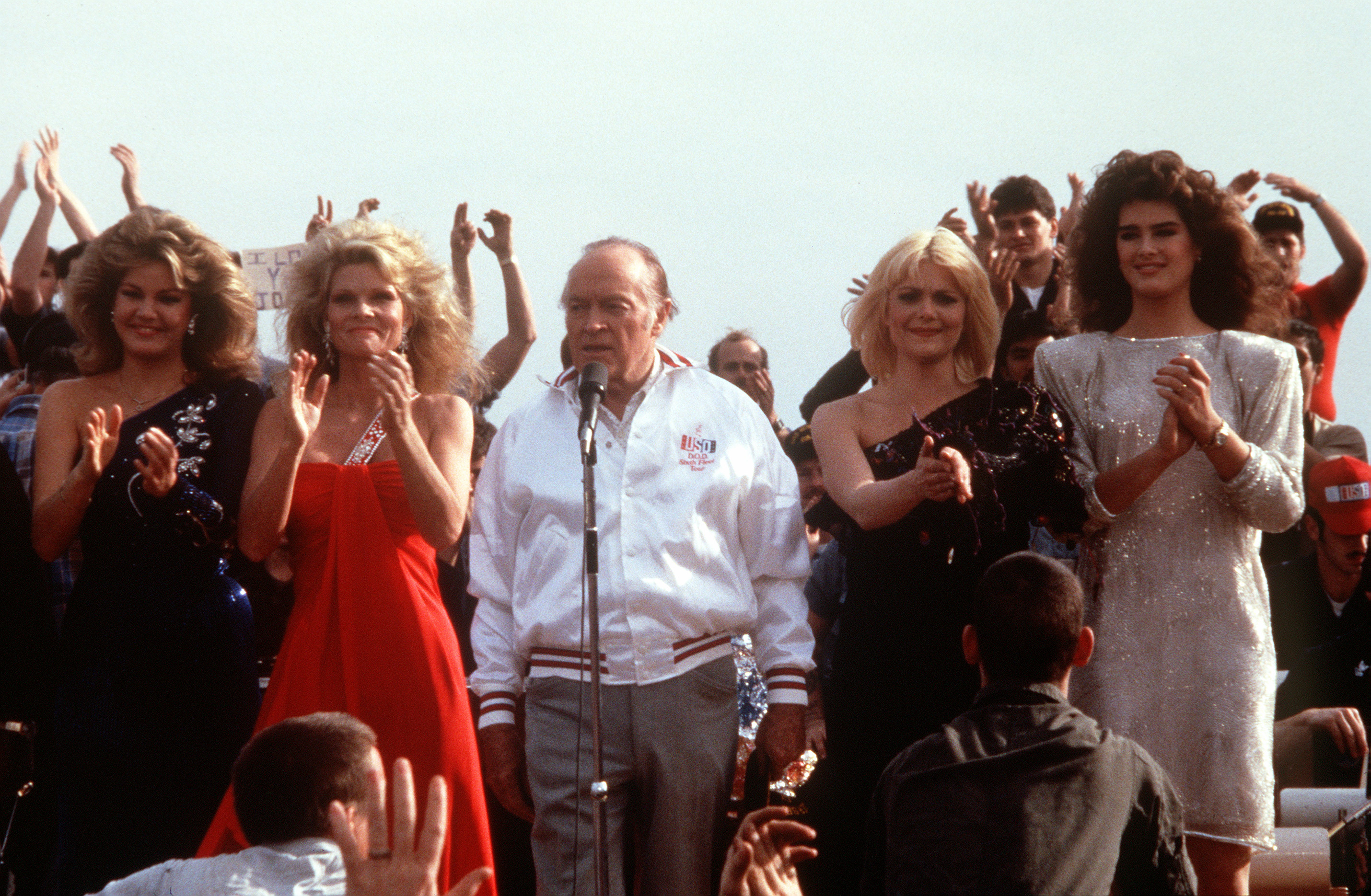
Julie Hayek (links) mit (v. l. n. r.) Cathy Lee Crosby, Bob Hope, Ann Jillian und Brooke Shields 1983

Hayek gewann 1983 den Titel Miss California USA. Sie vertrat Kalifornien bei der Miss-USA-Wahl 1983 in Knoxville, Tennessee, im Mai 1983 und wurde die vierte Miss-USA-Titelträgerin ihres Bundesstaates. In ihrer Funktion traf sie Präsidenten, Premierminister und Staatsoberhäupter aus aller Welt. Hayek schloss sich mit Bob Hope und der USO zusammen, um die Soldaten des Landes zu unterstützen. Sie war prominenter Gast und Entertainerin in Bob Hopes USO-Fernsehspecial Christmas in Beirut, das im libanesischen Beirut an Bord des Flugzeugträgers der Sechsten Flotte gedreht wurde.
Hayek vertrat die Vereinigten Staaten 1983 bei der Miss-Universe-Wahl im Kiel Auditorium in St. Louis, Missouri. Sie erzielte die höchste Vorrundenpunktzahl und gewann im Finale sowohl den Badeanzug- als auch den Abendkleid-Wettbewerb. Sie wurde Zweite hinter der späteren Gewinnerin Lorraine Downes aus Neuseeland.
Als Schauspielerin trat Hayek in den Fernsehserien wie Dallas, Das Geheimnis von Twin Peaks, Das Model und der Schnüffler, Matlock, Hunter, Hardball und Jung und Leidenschaftlich – Wie das Leben so spielt auf. Sie war prominenter Gast in der Tonight Show mit Johnny Carson und moderierte 1985 die Neuauflage von Break the Bank. Zu ihren Filmen zählen Phantom-Kommando sowie die Fernsehfilme Skandal in einer kleinen Stadt und Verführung – Dreimal anders.
Hayek zog später nach New York, um Model und Börsenmaklerin zu werden. Sie war Model oder Sprecherin unter anderem für Kodak, Victoria’s Secret, Christian Dior, Tissot und Mattel. Hayek war unter anderem in der Vogue, Cosmopolitan und der Sports Illustrated (viermal) zu sehen und zierte das Cover des Manhattan Magazins. Bei der Wahl zur Miss USA 2011 war sie eine von 31 ehemaligen Gewinnerinnen, die an einem Fotoshooting für Time teilnahmen.

## Filmografie
- 1981: Ein Colt für alle Fälle (The Fall Guy) (TV-Serie, eine Folge)
- 1983: Mike Hammer – Mord auf Abruf (Murder Me, Murder You) (TV)
- 1984: Mike Hammer (TV-Serie, eine Folge)
- 1985: Phantom-Kommando (Commando)
- 1985: Hunter (TV-Serie, eine Folge)
- 1986: Das Model und der Schnüffler (Moonlighting) (TV-Serie, eine Folge)
- 1986: Mike Hammer – Kidnapping in Hollywood (The Return of Mickey Spillane’s Mike Hammer) (TV)
- 1987: Zeit der Sehnsucht (TV-Serie, eine Folge)
- 1988: Matlock (TV-Serie, eine Folge)
- 1988: Skandal in einer kleinen Stadt (Scandal in a Small Town) (TV)
- 1988: Miracle at Beekman’s Place (TV)
- 1989: Dallas (TV-Serie, eine Folge)
- 1989: Jesse aus dem All (Hard Time on Planet Earth) (TV-Serie, eine Folge)
- 1989: The Banker
- 1990: Hardball (TV-Serie, eine Folge)
- 1991: Das Geheimnis von Twin Peaks (Twin Peaks) (TV-Serie, eine Folge)
- 1992: Verführung – Dreimal anders (Seduction: Three Tales from the „Inner Sanctum“) (TV)
- 1994: Loving (TV-Serie, drei Folgen)
- 1999: Jung und Leidenschaftlich – Wie das Leben so spielt (As the World Turns) (TV-Serie, eine Folge)